# Electrooculograma
El electrooculograma (EOG) es un examen que consiste en colocar pequeños electrodos cerca de los músculos de los ojos para medir el movimiento de estos. Este examen es utilizado en la polisomnografía.
En condiciones habituales existe una diferencia de potencial de aproximadamente de 0,4 a 5 mV entre la córnea y la membrana de Bruch situada en la parte posterior del ojo.
El origen de esta diferencia se encuentra en el epitelio pigmentario de la retina y permite considerar la presencia de un dipolo, el cual puede ser representado por un vector cuyo brazo coincide con el eje anteroposterior del globo ocular, donde la córnea corresponde al extremo positivo y la retina al extremo negativo de dicho dipolo. 
Ahora bien, el potencial producido por este dipolo es susceptible de ser registrado a través de sistemas de registro tanto unipolares como bipolares, mediante la colocación de electrodos en la piel cercana al ojo. Al medir el potencial producido por un dipolo, la magnitud (voltaje) y polaridad del potencial registrado dependerán, en gran medida, de la angulación del dipolo con respecto a los electrodos pertenecientes a dichos sistemas de registro.

## Movimientos oculares
Existen cuatro tipos de movimientos oculares, cada uno controlado por un sistema neural distinto pero que comparten la misma vía final común, las neuronas motoras que llegan a los músculos extraoculares.
1. Los movimientos sacádicos: movimientos súbitos y enérgicos de tipo espasmódico, ocurren cuando la mirada cambia de un objeto a otro. Colocan nuevos objetos de interés en la fóvea y disminuyen la adaptación en la vía visual, que podría ocurrir si la mirada se fijara en un solo objeto por períodos prolongados.
2. Los movimientos suaves de persecución (de búsqueda): movimientos oculares de seguimiento que se producen cuando se observa un objeto en movimiento.
3. Los movimientos vestibulares (movimientos de ajuste): ocurren como respuesta a estímulos iniciados en los conductos semicirculares, para mantener la fijación visual mientras se mueve la cabeza.
4. Los movimientos de convergencia: aproximan los ejes visuales entre sí cuando se enfoca la atención en objetos cercanos al observador.

Aun cuando una persona se fije en un objeto estacionario, sus ojos no están inmóviles, sino que exhiben muy pequeños movimientos involuntarios. Hay tres tipos de movimientos involuntarios: vibración, saltos lentos y golpeteos.
1. Vibración: una serie de pequeñas vibraciones de los ojos entre 30-80 Hz (ciclos/s).
2. Saltos lentos: movimientos involuntarios que resultan en movimiento de saltos de los ojos; estos saltos significan que aunque los objetos estén estacionarios, la imagen salta a través de la fóvea.
3. Movimientos de golpeteo (microsacádicos): como la imagen salta en el extremo de la fóvea, el tercer mecanismo involuntario causa un reflejo de salto del globo ocular de tal manera que la imagen es proyectada nuevamente hacia la fóvea.